# Apel·lació a la pedra
L'apel·lació a la pedra, també coneguda pel llatinisme argumentum ad lapidem, és una fal·làcia lògica que consisteix a assenyalar una afirmació com a absurda sense presentar proves de l'absurd.
Les afirmacions ad lapidem són fal·laces, ja que no aborden el fons de la reivindicació de la controvèrsia. Els arguments ad hominem, els quals qüestionen els mèrits de qui advoca l'al·legació en compte dels mèrits de la mateixa al·legació, són fal·laços per la mateixa raó. El mateix s'aplica a la prova per afirmació, quan una al·legació no provada o desmentida s'esmenta com a veritat sense més base o motiu que haver estat afirmada la seva veracitat.